# Dresbach (Rur)
Der Dresbach ist ein fast 2 Kilometer langer und linker Zufluss der Rur in den Stausee Obermaubach in Obermaubach, einem Ortsteil der Gemeinde Kreuzau im nordrhein-westfälischen Kreis Düren. 

## Verlauf
Der Dresbach entspringt t auf einer Höhe von etwa 323 m ü. NHN nordöstlich des Dorfzentrums von Brandenberg, einem Ortsteil der Gemeinde Hürtgenwald.
Er verläuft von dort auf einer Länge von rund 625 m vorzugsweise in nordöstlicher Richtung. Anschließend fließt von Westen ein rund 560 m langer Strang hinzu. So vereint fließt er auf der verbleibenden Länge weiterhin vorzugsweise in nordöstlicher Richtung in das Gemeindegebiet von Obermaubach. Er unterquert die Bergsteiner Straße und entwässert schließlich in den Stausee Obermaubach.
Der 1,923 km lange Lauf des Dresbachs endet ungefähr 158 Höhenmeter unterhalb seiner Quelle, er hat somit ein mittleres Sohlgefälle von etwa 8,2 %.